# Alexandre Badawy
Alexandre Badawy (né au Caire le 29 novembre 1913, mort en mai 1986) est un égyptologue égyptien.

## Biographie
Il enseigne l'égyptologie aux États-Unis comme professeur émérite d'histoire de l'art à l'université de Californie, Los Angeles. Quand il prend sa retraite en 1985, il dote l'université Johns-Hopkins d'une chaire actuellement détenue par Betsy Bryan.
Alexandre Badawy affirme que les prétendus conduits d'aération de la chambre du roi dans la pyramide de Khéops ont en réalité été construits de façon à être orientés vers les étoiles circumpolaires pour le conduit de la face nord, et vers les étoiles du baudrier d'Orion lors de son passage au méridien pour le conduit de la face sud. Selon lui, le passage nord est destiné à favoriser la migration de l'âme des pharaons vers les étoiles circumpolaires, le passage sud étant destiné à rejoindre Orion. Il effectue en 1964 les premiers calculs de précession des équinoxes pour savoir exactement quelles étoiles visaient les prétendus conduits d'aération à l'époque de la construction des pyramides.

## Publications
- Coptic Art and Archaeology: The Art of the Christian Egyptians from the Late Antique to the Middle Ages, 1978
- Architecture in Ancient Egypt and the Near East, 1966